# Torre Val de San Pedro
Torre Val de San Pedro is een gemeente in de Spaanse provincie Segovia in de regio Castilië en León met een oppervlakte van 44,22 km². Torre Val de San Pedro telt 190 inwoners (1 januari 2016).

## Demografische ontwikkeling
Bron: INE, 1857-2011: volkstellingen
Opm.: In 1970 werd de gemeente La Salceda aangehecht